# Jean du Ploich
Jean Ploich, né vers 1555 et  mort le 1er juillet 1602, est un  prélat français du XVIIe siècle.

## Biographie
Jean Ploich est issu d'une noble famille de la ville d'Aire. Il est vicaire général et archidiacre de Saint-Omer sous Jean de Vernois. Ploich est aussi docteur en Sorbonne, ancien prédicateur du duc de Parme et de religieux de l'ordre de saint Dominique.